# Taha Jasin Ramadan
Taha Jasin Ramadan (ur. 22 lutego 1938, zm. 20 marca 2007) - członek obalonego wiosną 2003 roku (w wyniku inwazji wojsk USA) rządu Iraku, bliski współpracownik Saddama Husajna, wpisany do tzw. Amerykańskiej Talii Kart.

## Życiorys
Był wiceprezydentem Iraku i wiernym współpracownikiem Saddama od 1981 roku. Uczestniczył w prześladowaniu szyitów. Przeżył kilka zorganizowanych na niego zamachów. On i Izzat Ibrahim ad-Duri uważani byli za najsilniejsze podpory dyktatury Husajna.
5 listopada 2006 oskarżony o zabójstwo szyitów popełnione w 1982, został skazany na karę dożywotniego pozbawienia wolności. 12 lutego 2007 wyrok zamieniono na karę śmierci, która została wykonana przez powieszenie, 20 marca